# Малая наука, большая наука
Малая наука, большая наука (англ. Little Science, Big Science) — науковедческая книга американского учёного Дерека Джона де Солла Прайса, изданная в 1963 году издательством Колумбийского университета и основанная на прочитанном Прайсом ранее курсе лекций. Книга стала наиболее известной работой Прайса и была переиздана тем же издательством в 1986 году, уже после смерти учёного, с добавлением девяти более поздних статей, примыкавших к ней по тематике; авторы предисловия к этому изданию сообщают, что «Малая наука, большая наука» была процитирована в 725 статьях по 80 различным научным дисциплинам. По-русски работа Прайса была опубликована в 1966 г. в сборнике «Наука о науке».
Основная идея работы состоит в том, что в истории науки были два крупных периода — «малая наука» и «большая наука». «Малая наука» начиная с древних времён отражала различные разрозненные усилия учёных по наблюдению за окружающим миром, выведению закономерностей и постулатов, описывающих функционирование природы и человека. И только со второй половины XVII века, с возникновением научных обществ и научных учреждений, начался новый период в истории науки, который положил начало «большой науке». Именно с этого периода, когда наука стала управляемым, впоследствии — профессиональным видом деятельности, следует отсчитывать настоящую историю науки.
Книга Прайса в значительной мере заложила основу новой отрасли знания — наукометрии.